# العقيدة الصلاحية
حدائق الفصول وجواهر الأصول قصيدة صنفها الإمام تاج الدين محمد بن هبة الله البرمكي (ت. 599 هـ) وأهداها للسلطان صلاح الدين الأيوبي، فأقبل عليها وأمر بتعليمها حتى الصبيان في الكتّاب، وصارت تسمّى فيما بعد بـ"العقيدة الصلاحية"، نسبة إلى صلاح الدين الأيوبي. وقد أولاها السلطان صلاح الدين عناية كبيرة، لأنها تتضمن بيان معتقد أهل السنة والجماعة من أن الله موجود بلا مكان وأنه لا يَشبهه شيء، ولا يجري شيء إِلا بعلمه وإرادته، وأنه لا يُسأل عما يفعل وهم يُسألون، وإثبات أن الله خالق لأعمال وأفعال العِباد مع الإِقرار بالبعث والحشر والثواب والعِقاب وعذاب القبر ونعيمه وأن الجنة حق وغير ذلك من المسائل.

## نسبة العقيدة الصلاحية لصلاح الدين
قال جلال الدين السيوطي في (الوسائل في مسامرة الأوائل) ما نصّه: «فقد كان السلطان صلاح الدين الأيوبي رحمه الله –كما وصفه أصحاب التراجم–  شافعي المذهب أشعري الاعتقاد، وقد كان له اعتناء خاص بنشر عقيدة الإمام الأشعري رحمه الله، وقد أمر السلطان صلاح الدين الأيوبي المؤذنين في وقت التسبيح أن يعلنوا بذكر العقيدة الأشعرية، فوظّف المؤذنين على ذكرها كل ليلة. وقد كان السلطان صلاح الدين رضي الله عنه حافظ القرآن وحافظ كتاب "التنبيه" في الفقه الشافعي وحافظ كتاب "الحماسة". وكان دَيِّناً ورعاً غازياً مجاهداً تقياً. ولما كان للسلطان المذكور صلاح الدين رضي الله عنه هذا الاهتمام بعقيدة الإمام الأشعري، ألف الشيخ النحوي محمد بن هبة هذه الرسالة وأسماها"حدائق الفصول وجواهر الأصول" وأهداها للسلطان، فأقبل عليها وأمر بتعليمها حتى للصبيان في الكتاب، وصارت تسمى فيما بعد بالعقيدة الصلاحية نسبة إلى السلطان صلاح الدين الأيوبي رضي الله عنه» واستمر ذلك مدة طويلة حتى بعد وفاته كما ذكر السيوطي.
وفي الروايات والآثار عن نسبة العقيدة الصلاحية إلى زمان صلاح الدين يقول القاضي بهاء الدين بن شداد (ت 632 هـ) في كتابه (النوادر السلطانية والمحاسن اليوسفية): «...وكان -أي السلطان صلاح الدين- حسن العقيدة كثير الذكر لله تعالى، قد أخذ عقيدته على الدليل بواسطة البحث مع مشايخ أهل العلم وأكابر الفقهاء، وفهِمَ من ذلك ما يحتاج إلى تفهمه بحيث كان إذا جرى الكلام بين يديه يقول فيه قولاً حسناً وإن لم يكن بعبارة الفقهاء، فتحصل من ذلك سلامة عقيدته عن كدر التشبيه غير مارق سهم النظر إلى التعطيل والتمويه جارية على نمط الاستقامة موافقة لقانون النظر الصحيح مرضية عند أكابر العلماء، وكان قد جمع له الشيخ قطب الدين النيسابوري عقيدة تجمع جميع ما يحتاج إليه في هذا الباب، وكان من شدة حرصه عليها يعلمها الصغار من أولاده حتى ترسخ في أذهانهم في الصغر، ورأيته وهو يأخذها عليهم وهم يلقونها مِن حِفظِهم بين يديه...»

## نبذة عن المؤلف
قال عنه تاج الدين السبكي في طبقاته: «كان فقيها فرضيا نحويا متكلما، أشعري العقيدة، إماما من أئمة المسلمين، إليه مرجع أهل الديار المصرية في فتاويهم. وله نظم كثير؛ منه: أرجوزة، سماها: حدائق الفصول وجواهر الأصول، صنفها للسلطان صلاح الدين، وهي حسنة جدا، نافعة، عذبة النظم.»

## وصلات خارجية
- العقيدة الصلاحية (عقيدة السلطان صلاح الدين الأيوبي)
- العقيدة الصلاحية - موقع ميكائيل الإسلامي
- حدائق الفصول وجواهر الأصول (العقيدة الصلاحية)
- منتخب حدائق الفصول وجواهر العقول – العقيدة الصلاحية
- بعض الأبيات من العقيدة الصلاحية